# Processo de Feller
Na teoria das probabilidades relativa aos processos estocásticos, um processo de Feller é um tipo particular de processo de Markov.

## Definições
Considere {\displaystyle X} um espaço de Hausdorff localmente compacto com uma base contável. Considere que {\displaystyle C_{0}(X)} denota o espaço de todas as funções contínuas de valores reais em {\displaystyle X} que desaparecem no infinito, equipadas com a norma uniforme {\displaystyle \|f\|}. A partir da análise, sabemos que {\displaystyle C_{0}(X)} com a norma uniforme é um espaço de Banach. 
Um semigrupo de Feller em {\displaystyle C_{0}(X)} é uma coleção {\displaystyle \{T_{t}\}_{t\geq 0}} de mapas lineares positivos de {\displaystyle C_{0}(X)} a ela mesma, tal que:  
- {\displaystyle ||T_{t}f||\leq ||f||} para todo {\displaystyle t\geq 0} e {\displaystyle f} em {\displaystyle C_{0}(X)}, isto é, é uma contração (no sentido fraco);
- A propriedade do semigrupo: {\displaystyle T_{t+s}=T_{t}T_{s}} para todo {\displaystyle s,t\geq 0};
- {\displaystyle \lim _{t\to 0}||T_{t}f-f||=0} para toda {\displaystyle f} em {\displaystyle C_{0}(X)}. Usando a propriedade do semigrupo, isto é equivalente ao mapa {\displaystyle T_{t}f} de {\displaystyle t} em {\displaystyle [0,\infty )} a {\displaystyle C_{0}(X)} sendo contínuo à direita para toda {\displaystyle f}.

Esta terminologia não é uniforme ao longo da literatura. Em particular, o pressuposto de que {\displaystyle T_{t}} mapeia {\displaystyle C_{0}(X)} em si mesmo é substituído por alguns autores pela condição de que mapeia {\displaystyle C_{b}(X)}, o espaço das funções contínuas limitadas, em si mesmo. A razão para isto é dupla: em primeiro lugar, permite incluir processos que entram "a partir do infinito" no tempo finito, e, em segundo lugar, é mais adequado para o tratamento de espaços que não são localmente compactos e, para isto, a noção de "desaparecer no infinito" não faz sentido.
Uma função de transição de Feller é uma função de transição de possibilidade associada com um semigrupo de Feller.
Um processo de Feller é um processo de Markov com uma função de transição de Feller.

## Gerador
Processos de Feller (ou semigrupos de transição) podem ser descritos por seu gerador infinitesimal. Uma função {\displaystyle f} em {\displaystyle C_{0}} é dita no domínio do gerador se o limite uniforme:
{\displaystyle Af=\lim _{t\rightarrow 0}{\frac {T_{t}f-f}{t}},}
existe. O operador {\displaystyle A} é o gerador de {\displaystyle T_{t}} e o espaço das funções em que é definido é escrito {\displaystyle D_{A}}.
Uma caracterização dos operadores que podem ocorrer como o gerador infinitesimal do processo de Feller é dada pelo teorema de Hille–Yosida. Isto usa o resolvente do semigrupo de Feller definido abaixo.

## Resolvente
O resolvente de um processo (ou semigrupo) de Feller é uma coleção de mapas {\displaystyle (R_{\lambda })_{\lambda >0}} de {\displaystyle C_{0}(X)} a ele mesmo definida por:
{\displaystyle R_{\lambda }f=\int _{0}^{\infty }e^{-\lambda t}T_{t}f\,dt.}
Pode-se mostrar que satisfaz a identidade:
{\displaystyle R_{\lambda }R_{\mu }=R_{\mu }R_{\lambda }=(R_{\mu }-R_{\lambda })/(\lambda -\mu ).}
Além disso, para qualquer {\displaystyle \lambda >0}, a imagem de {\displaystyle R_{\lambda }} é igual ao domínio {\displaystyle D_{A}} do gerador {\displaystyle A} e:
{\displaystyle {\begin{aligned}&R_{\lambda }=(\lambda -A)^{-1},\\&A=\lambda -R_{\lambda }^{-1}.\end{aligned}}}

## Exemplos
- O movimento browniano e o processo de Poisson são exemplos de processos de Feller. De forma mais generalizada, todo processo de Lévy é um processo de Feller.
- Processos de Bessel são processos de Feller.
- Soluções a equações diferenciais estocásticas com coeficientes contínuos de Lipschitz são processos de Feller.
- Todo processo de Feller satisfaz a propriedade forte de Markov.[4]